# Christoffer Wilhelm Eckersberg
Christoffer Wilhelm Eckersberg (Sundeved, 2. siječnja 1783. – Kopenhagen, 22. srpnja 1853.) bio je danski slikar.
Eckersberg je bio učenik Jacquesa Louisa Davida u Parizu. Isprva je u klasicističkome duhu slikao povijesne i biblijske kompozicije, a najbolji radovi su mu portreti (Portret Bertela Thorvaldsena). Poslije je slikao realističke krajolike i marine (Brodovi).
Utjecao je na razvoj danskoga slikarstva 19. stoljeća.

## Vanjske poveznice
|  | Zajednički poslužitelj ima još gradiva o temi Christoffer Wilhelm Eckersberg |

Mrežna mjesta
- Christoffer Wilhelm Eckersberg, www.artcyclopedia.com (engl.)
- C.W. Eckersberg 1783-1853  Arhivirana inačica izvorne stranice od 31. kolovoza 2017. (Wayback Machine), Art Stories, Danska Nacionalna galerija, www.smk.dk (engl.)